# Iso Hiirenjärvi
Iso Hiirenjärvi är en sjö i kommunen Kuhmo i landskapet Kajanaland i Finland. Sjön ligger 174,8 meter över havet. Arean är 1,41 kvadratkilometer och strandlinjen är 12,93 kilometer lång. Sjön  ingår i Uleälvens huvudavrinningsområde.   Den ligger omkring 88 kilometer öster om Kajana och omkring 530 kilometer norr om Helsingfors. 
I sjön finns ön Ukonsaari, Varpasaari och Sääskisaari. 